# Кларк Ґейбл
Кла́рк Ґе́йбл (англ. Clark Gable; 1 лютого 1901, Кедиз, Огайо — 16 листопада 1960, Лос-Анджелес, США) — голлівудський актор, секс-символ 30-х і 40-х років[джерело?]. Найбільше відомий роллю Рета Батлера у кіноепопеї «Звіяні вітром» (1939 року), за виконання якої він отримав свою третю номінацію на премію Оскар у категорії Найкраща чоловіча роль, також отримав номінацію за роль у фільмі «Заколот на Баунті» (1935), і, перемогу за головну роль у стрічці «Це сталося якось вночі» (1934).
Ґейбл знімався з найпопулярнішими акторками свого часу. Джоан Кроуфорд була улюбленою акторкою, з якою він працював, вона була партнеркою Ґейбла у восьми фільмах. Мірна Лой працювала з ним сім разів, Джин Гарлоу — шість. Він також знявся разом з Ланою Тернер чотири рази, а з Нормою Ширер і Авою Гарднер — по три. Останній фільм Ґейбла, «Неприкаяні» (1961), об'єднав його з Мерілін Монро (це був і її останній завершений фільм).

## Життєпис
Був єдиною дитиною Вільяма Генрі Ґейбла, бурильника на нафтовій свердловині, і його дружини Аделіни (до шлюбу Гершельман). Предки його батьків були вихідцями з Німеччини. Мати Кларка страждала від епілепсії і померла через 10 місяців після його народження, тому хлопчика виростили батько і мачуха, Джені Данлап.
У 17 років Кларк Ґейбл зацікавився театром. Але тільки у 21-річному віці він зміг почати працювати у другорозрядних театрах. У Портланді, Орегон Кларк Ґейбл познайомився з театральним менеджером Джозефіною Диллон, яка дуже посприяла йому в навчанні театральному мистецтву.
1924 року обидва попрямували до Голлівуду, де Діллон стала його менеджером та дружиною. У 1925—1926 рр Кларк Ґейбл знявся у кількох фільмах у незначних ролях. У 1927—1928 рр Кларк Ґейбл продовжив кар'єру у театрі у Г'юстоні, де набрався досвіду та став місцевим кумиром. Далі він переїхав до Нью-Йорку, де мав намір працювати в театрі на Бродвеї. 1930 року він підписав контракт з компанією Metro-Goldwyn-Mayer після вражаючої гри у п'єсі «Остання миля».
1931 року Кларк Ґейбл знявся у його першому звуковому вестерні «Пофарбована пустеля», де грав лиходія. Глядачам фільму особливо сподобався його голос.

### Ранній успіх
1930 року Кларк Ґейбл та Джозефіна Діллон розлучилися і через кілька днів Ґейбл одружився з Марією Франклін Прентісс Лукас Ленгем, яка займала значне становище у суспільстві Техасу.
Вибір часу для прибуття до Голлівуду був чудовий, оскільки студія «MGM» планувала розширити число зірок-акторів і Ґейбл відповідав цій ролі сповна; певний час він виконував другорядні ролі, часто як лиходій. Менеджер зв'язку з пресою «MGM» Говард Стрікленд розвивав студійний образ Ґейбла, рекламуючи його мужність через ролі «лісору́ба у костюмі». Для підтримки зростаючої популярності Кларка Ґейбла «MGM» часто обирала йому партнерок з числа відомих зірок-акторок. Джоан Кроуфорд запросила Кларка Ґейбла бути її партнером у стрічці «Танцюйте, дурні, танцюйте». Він ростив свою популярність і суспільну значущість через такі важливі фільми як «Вільна душа» (1931), в якому він грав бандита, який дав ляпаса Нормі Ширер (це була остання другорядна роль Кларка Ґейбла). 1931 року Ґейбл знімається у стрічці «Сьюзен Ленокс: Її падіння та піднесення» з Гретою Гарбо. Ґейбл та Ґарбо не подобались один одному. Вона вважала його акторську гру незграбною, в той час як він її — снобом.
У цьому є році на екрани виходить фільм «Одержима» (1931), в якому він і Джоан Кроуфорд (тоді одружена з Дугласом Фейрбенксом молодшим) давали волю пристрасним почуттям на екрані, які вони поділяли протягом десятиліть і в реальному житті. Адела Роджерс Сент-Джонс пізніше назвала їхні стосунки «любовним зв'язком, який майже спалив Голлівуд ущерть». Продюсер Луїс Барт Маєр погрожував закінчити їхні контракти, тому на якийсь час вони тримались окремо, Кларк Ґейбл переніс увагу на Меріон Дейвіс.

### Злітаюча зірка

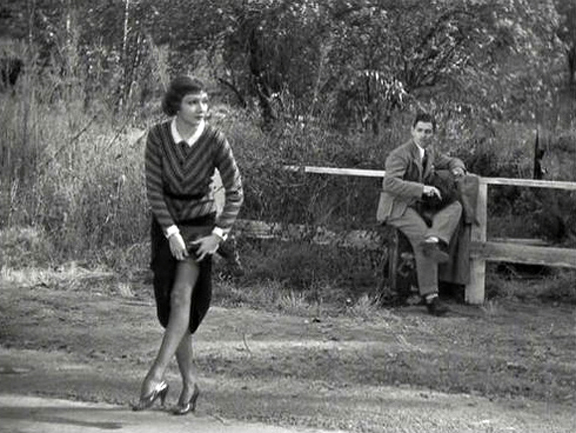
Кларк Ґейбл з Клодетт Кольбер у «Це сталося якось вночі»

Кларк Ґейбл розглядався на роль Тарзана, але втратив її через кращу зовнішність і майстерність у плаванні Джонні Вейсмюллера. Любовні стосунки неголеного Ґейбла з Джин Гарлоу без бра у стрічці «Червоний пил» (1932) зробили його найбільшою зіркою «MGM». Після хіта «Бережи свого чоловіка» (1933), студія MGM розпізнала цінність пари Ґейбл-Гарлоу, знявши їх ще у двох фільмах — «Китайські моря» (1935) і «Дружина проти секретарки» (1936). Надзвичайно популярний кінодует Кларк Ґейбл і Гарлоу знялись разом у шести фільмах, найвідоміші з яких «Червоний пил» (1932) і «Саратоґа» (1937). (Джин Гарлоу померла від уремії під час знімання «Саратоґи»: дев'яносто відсотків стрічки були завершені, сцени що залишилися, були зняті на відстані або з двійниками. Кларк Ґейбл згадував, що він відчував ніби був «в обіймах примари»).

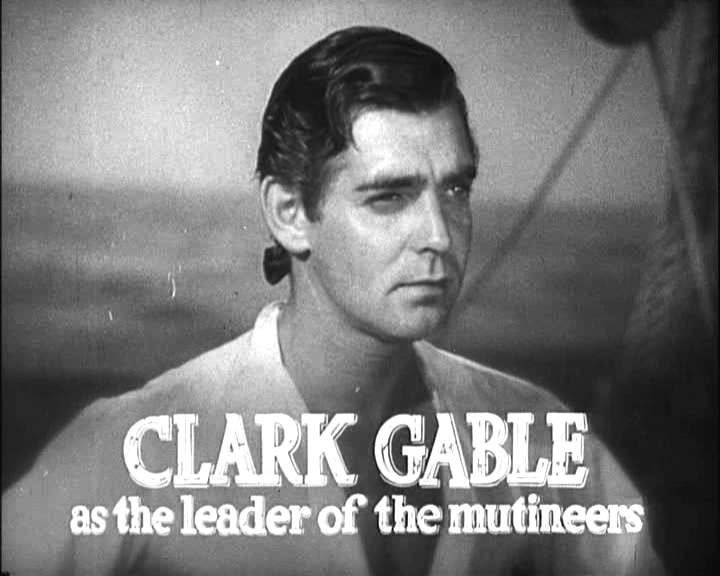
Гейбл у фільмі «Заколот на Баунті» (1935)

За легендою, Кларка Ґейбла позичили кіностудії Columbia Pictures як покарання за відмову грати деякі ролі. Але сучасні біографи спростовують цю легенду. MGM не мала ролей для Ґейбла, але повинна була платити йому 2000 доларів у тиждень за те, що він нічого не робив. MGM позичила актора інший студії за 2500 доларів у тиждень, отримуючи 500-доларовий прибуток.
Кларк Ґейбл не був першим актором, вибраним на провідну роль Пітера Ворна в стрічці «Однієї щасливої ночі». Спочатку роль запропонували Роберту Монтґомері, але на його думку сценарій був поганим. Фільмування почали в напруженій атмосфері, але як Кларк Ґейбл, як і режисер Френк Капра отримали задоволення над створенням кінофільму.
Ґейбл отримав «Оскара» у категорії «найкращий актор» за гру у кінокомедії «Однієї щасливої ночі» (1934). Він повернувся до MGM ставши ще більшою зіркою, ніж будь-коли.
Також був номінований на «Оскара» за роль Флетчера Крістіана у стрічці 1935 року «Заколот на Баунті». Якось Кларк Ґейбл сказав, що цей фільм є його улюбленим, не зважаючи на те, що він не дуже ладнав з акторами Чарльзом Лотоном та Франшо Тоуном.
У наступні роки, він грав в низці надзвичайно популярних картин, які принесли йому беззаперечний титул «Короля Голлівуду» в 1938 р. Звання «короля» вперше запропонував Спенсер Трейсі, ймовірно як жарт, але скоро «Ед Салліван» запустив опитування читачів у своїй газетній колонці — і понад 20 мільйонів прихильників проголосувало за Ґейбла, як Короля і Мірну Лой, як Королеву Голлівуду. Хоча почесний титул, без сумніву, допомагав кар'єрі, Ґейбл скоро втомився від цього і пізніше заявив: «Це звання „Короля“— чиста нісенітниця… Я лише удачливий нечепура з Огайо: сталося так, що я з'явився в потрібному місці в потрібний час» протягом більшості 1930-х і початку 1940-х.

### «Звіяні вітром»
Незважаючи на небажання грати роль Ретта Батлера, Кларк Ґейбл став найбільше відомим за виконання її у стрічці «Звіяні вітром» (1939), яка заробила йому номінацію на «Оскар» у категорії «найкращий актор». Його дружина, акторка Керол Ломбард, можливо, була першою, хто пророкував, що він гратиме роль Ретта Батлера (а вона — Скарлетт), коли вона купила йому копію бестселера, — він відмовився читати.

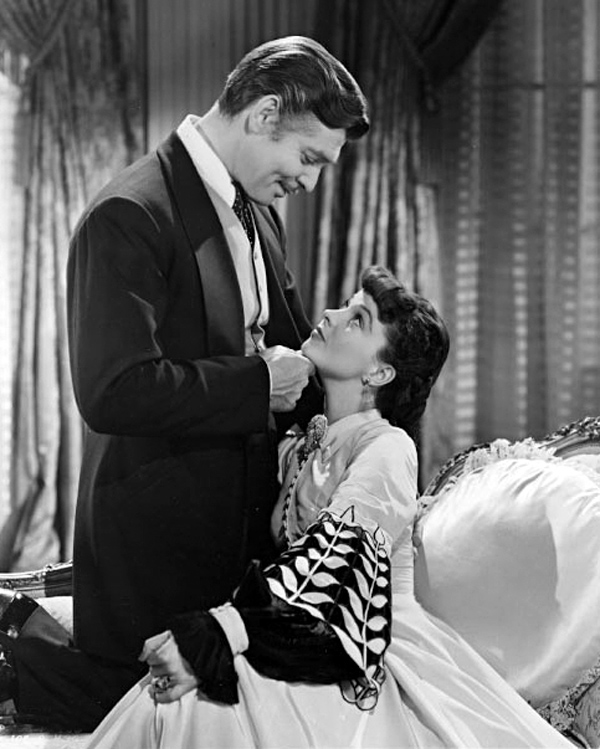
З Вів'єн Лі у «Звіяних вітром» (1939)

Ґейбл майже негайно став фаворитом для ролі Ретта Батлера як для публіки, так і для продюсера Девіда Селзніка. Оскільки Селзнік не мав жодного відомого актора на тривалому контракті, йому потрібно було пройти через процес ведення переговорів, щоб позичити актора в іншої студії. Гері Купер був першим претендентом на роль. Коли Купер відмовився від ролі, він сказав, що «Віднесені вітром» буде найбільшим провалом в історії Голлівуду. «Я радий, що Кларк Ґейбл зазнає невдачі, а не я». На той час Селзнік зважився отримати Ґейбла, і врешті-решт знайшов спосіб позичити його в «Metro-Goldwyn-Mayer». Ґейбл побоювався що не зуміє виправдати сподівання публіки, яка заздалегідь вирішила, що ніхто інший не зможе зіграти цю роль. Він пізніше згадував: «гадаю, що зараз вже знаю, як повинна реагувати муха, заплутавшись у павутинні». Це був його перший кольоровий фільм.
Протягом знімання Вів'єн Лі скаржилася на неприємний запах з рота Ґейбла, очевидно зумовлений штучними зубами актора. Попри це, вони були у добрих відносинах. Його знаменита репліка: «Чесно, люба, мені це до чорта байдуже» (англ. Frankly, my dear, I don't give a damn) викликала галас, через те, що порушувала кодекс Гейза, етичний кодекс виробництва фільмів того часу. Ґейбл не хотів проливати сльози у сцені після того як Скарлетт мала викидень. Олівія де Гевілленд змусила його плакати, пізніше коментуючи:
«…О, він не бажав це робити. Він не повинен був! Віктор (Флемінґ) все перепробував з ним. Він нападав на нього на професійному рівні. Ми кілька разів зняли сцену з ним без сліз, а потім мали останню спробу. Я сказала: „Ти можеш це зробити, я знаю, що ти можеш це зробити і ти зіграєш чудово…“. Добре, з божою поміччю, якраз перед тим як запрацювали камери, ви могли бачити, як сльози з'являються в його очах і він грав сцену незабутньо добре. Він вклав всю свою душу в це.»

Десятиліттями пізніше, Ґейбл сказав, що щоразу, коли його кар'єра починала б сходити нанівець, повторний випуск «Віднесених вітром» миттєво відновив би все, і він продовжував бути найкращим актором до кінця життя. Крім того, Ґейбл був одним з небагатьох акторів, які зіграли головну роль в трьох фільмах, які отримали «Оскар» у категорії «найкраща картина».
«Звіяні вітром» повторно показували на кіноекранах у 1947, 1954, 1961, 1967 (у широкоекранній версії), 1971, 1989, і 1998 роках.

## Останні роки
На знімальному майданчику фільму «Неприкаяні» у нього стався серцевий напад. Через 11 днів, 16 листопада 1960 року він помер.

## Особисте життя

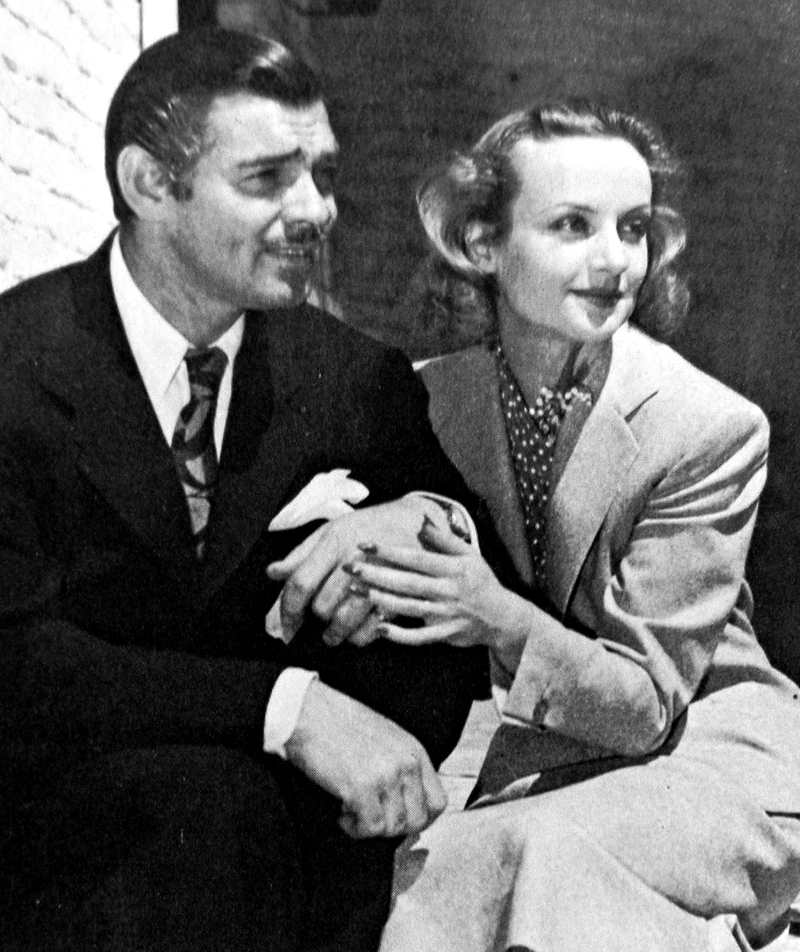
Кларк Ґейбл та Керол Ломбард після їхнього медового місяця, 1939 рік

Був одружений п'ять разів. Його дружинами були:
- Джозефіна Діллон, старша за Кларка на 17 років. (1924—1931 рр.)
- Марія Ленгем (англ. Maria Langham), старша від Ґейбла на 17 років (1931—1939 рр.)
- Керол Ломбард (1939—1942 рр.) — шлюб був перерваний загибеллю Ломбард в авіакатастрофі.
- Сільвія Ешлі, шлюб тривав 3 роки.
- Кей Спрекелс, була дуже схожою на Керол Ломбард, з нею він був одружений до кінця своїх днів.

## Цікаві факти

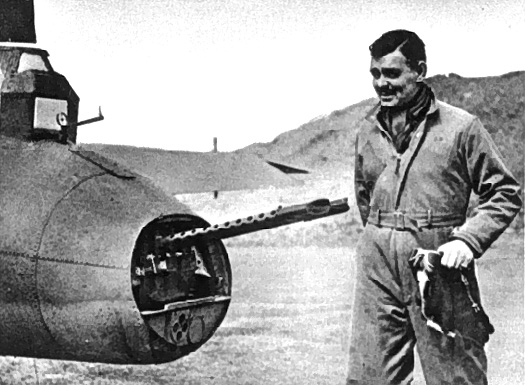
Кларк Ґейбл біля бомбардувальника В-17 8-ї повітряної армії США

- Кларк Ґейбл часто представлявся іменем свого батька, поки перша дружина не умовила його позбавитись цієї звички.
- Згідно з контрактом на "МГМ", Ґейбл отримував 210 000 доларів США за фільм,а за рік знімався всередньому у 4-х фільмах.
- Актор колекціонував автомобілі, тому Керол Ломбард подарувала йому «Форд», прикрашений сердечками.
- Після загибелі Керол Ломбард, Кларк Ґейбл, всупереч сильній протидії уряду та армії, став стрільцем на літаку В-17 і брав участь в авіанальотах на Німеччину. Він здійснив п'ять бойових вильотів, включаючи один на Німеччину. Після пошкодження літака на одному з вильотів керівництво студії «MGM», боячись втратити відомого актора, вжило усіх заходів, щоб повернути Ґейбла з фронту. В листопаді 1943 року він повернувся до США, де продовжив роботу у кіно.
- Був масоном, входив до ложі No. 528 Каліфорнія.[9]
- Найкоротша промова, яку коли-небудь виголошували на церемонії вручення кінопремії «Оскар», складалась усього з двох слів: «Thank You». 1935 року Кларк Ґейбл, оголошений переможцем у номінації «Найкраща чоловіча роль» за кінострічку «Однієї щасливої ночі», вийшов на сцену, взяв статуетку, сказав: «Дякую вам» — і повернувся на своє місце.

## Фільмографія
Кларк Ґейбл грав ролі статистів в 13 фільмах в період між 1924 і 1930 роками. Потім він зіграв у 67 кінофільмах і в 17 короткометражних у ролі самого себе і оповідача, і з'явився у фільмі-пропаганді під назвою «Боротьба Америки», що випускався військово-повітряними силами Сполучених Штатів.

## Нагороди
- 1934 рік — «Оскар» за найкращу чоловічу роль у фільмі «Однієї щасливої ночі» (It Happened One Night)

Також був номінований на отримання таких премій:
- 1960 — Премія «Золотий глобус» — найкраща чоловіча роль, за фільм «Але не для мене» (But not for me, 1959)
- 1959 — Премія «Золотий глобус» — найкраща чоловіча роль, за фільм «Улюбленець вчительки»(Teacher's Pet)
- 1940 — Премія «Оскар» — найкраща чоловіча роль, за фільм «Віднесені вітром»
- 1936 — Премія «Оскар» — найкраща чоловіча роль, за фільм «Заколот на „Баунті“»(Mutiny on the Bounty)

Також як учасник Другої Світової Війни він мав державні військові нагороди: Хрест льотних заслуг і Медаль ВПС.